# Storia di Avigliano
La cittadina di Avigliano in provincia di Potenza vanta origini piuttosto antiche, risalenti all'epoca mesolitica. Il centro abitato vero e proprio venne fondato forse in epoca romana con il nome di Avilianum, benché le prime attestazioni certe risalgano soltanto al medioevo. Dopo la dominazione normanna, sveva e angioina, rivestì notevole importanza durante la Repubblica Napoletana del 1799 durante i moti rivoluzionari.

## Le origini di Avigliano
Il primo documento che riporta il nome di Avigliano si colloca nel 1127, sulle origini sono state formulate numerose ipotesi:.
- Secondo Andrea Corbo il popolo discendeva dai Sanniti, si parla del V secolo a.C.,[4]
- Secondo Giacomo Racioppi, l'origine della città si colloca fra la fine Repubblica e all'inizio dell'Impero.[5] Tale teoria trova un appoggio agli studi condotti da Giovanni Flechia che parla di un Fundus Avillanus o Avillius, poiché esso risulta citato sia nelle Tavole Alimentarie dei Bebiani che nelle Tavole Alimentarie di Velleia, si parla dunque degli anni in cui Traiano fu imperatore (dal 98 al 117). secondo tale teoria i Liguri Apuani chiamati poi Ligures Baebiani giunsero unitamente ai Sanniti in un fundus chiamato successivamente Avillanus probabilmente dalla famiglia Avillius o Avilius della Gens Avilia. Sempre di tale ipotesi si ricorda il pensiero dello storico aviglianese, Tommaso Claps, nel sua opera "Avigliano e i suoi antichi statuti comunali" dove parla delle tavole alimentarie di Veleia.[6]
- Esiste una leggenda che narra di un gruppo di marinai di origine orientale che per sfuggire ai vari inseguitori si rifugiarono in un luogo sulle montagne aviglianesi chiamato da loro avis locum: nido d'aquila.[7]
- L'ultima ipotesi prevede l'origine della città in quella di San Pietro, per via dei cognomi ritrovati sulle lapidi di età romana da Andrea Corbo: Villiana cognome comune ad entrambi i luoghi.[8]

### Toponimo
Ci sono molte ipotesi anche sul toponimo della città:
- Avis locum, cioè luogo dell'uccello.[7]
- Locum avellani, luogo dei noccioli: per via dei noccioli presenti nel luogo.[9]
- Avilia, famiglia gentilizia romana, ipotesi dettata da Giacomo Racioppi e condivisa da Giustino Fortunato, Tommaso Claps, Angelo Telesca ed altri studiosi lucani.
- Villiana, famiglia gentilizia, ipotesi dettata da Donato Imbrenda.[8]

| Periodo        | Nome       | Fonte                        |
| II secolo a.C. | Villianae  | Lapide di Ruoti              |
| 972            | Avilliana  | Pietra di Via Chianara       |
| 1127           | Avilliano  | Documento di Cava de'Tirreni |
| 1310           | Avellianum | Archivio apostolico          |
| 1318           | Avelliane  | Pergamena Corbo              |
| 1321           | Aviliani   | Archivio Apostolico          |
| 1636           | Aviliano   | Biblioteca Corbo             |
| 1735           | Avigliani  | Deliberazione del sindaco    |
| 1773           | Avigliano  | Principe Doria               |

## Medioevo

### Periodo normanno (XI sec.-1198)

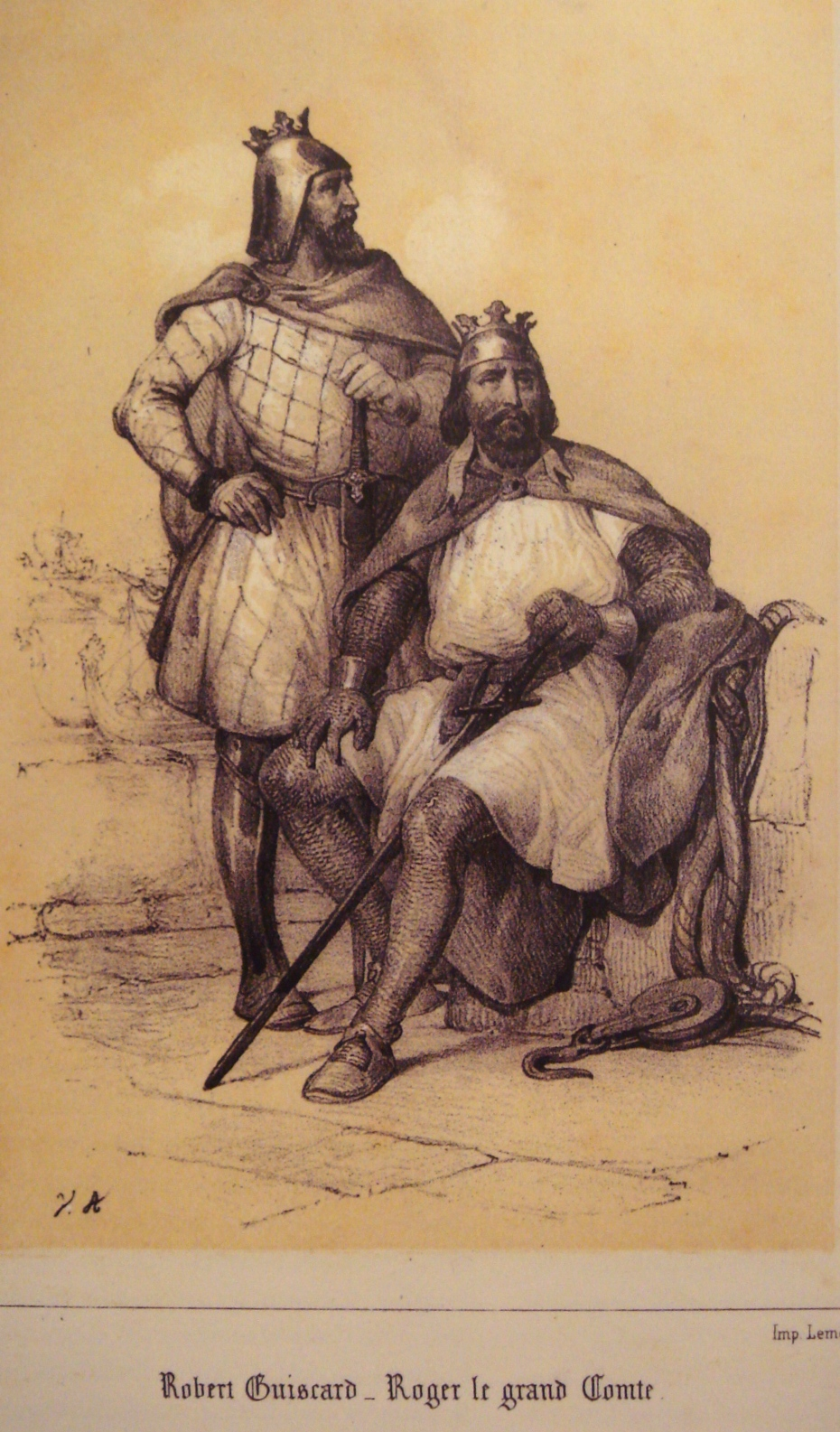
Roberto e Ruggero

Avigliano fu conquistata dai Normanni e assegnata in feudo alla nobiltà norrena. Come prova di tale evento si trova il passaggio di Roberto il Guiscardo ad Avigliano nella città nel 1059.
Il primo documento ufficiale che porta il nome di Avigliano è datato 13 novembre 1127. In questo atto si fece dono ad un monastero la Chiesa di San Nicola, nel documento si parla del testimone Alessandro che era signore di Avigliano. Questo atto è la prova che Avigliano fu conquistata dei Normanni perché Alessandro era un esponente della famiglia normanna degli Altavilla in quanto figlio di Rocca che era, a sua volta, figlia di Drogone d'Altavilla.
Il 18 luglio 1137 si tenne il Concilio di Melfi nel feudo di Lagopesole (in seguito parte di Avigliano), mentre nel 1149, Luigi VII di Francia fu ospite di re Ruggero al castello di Lagopesole.

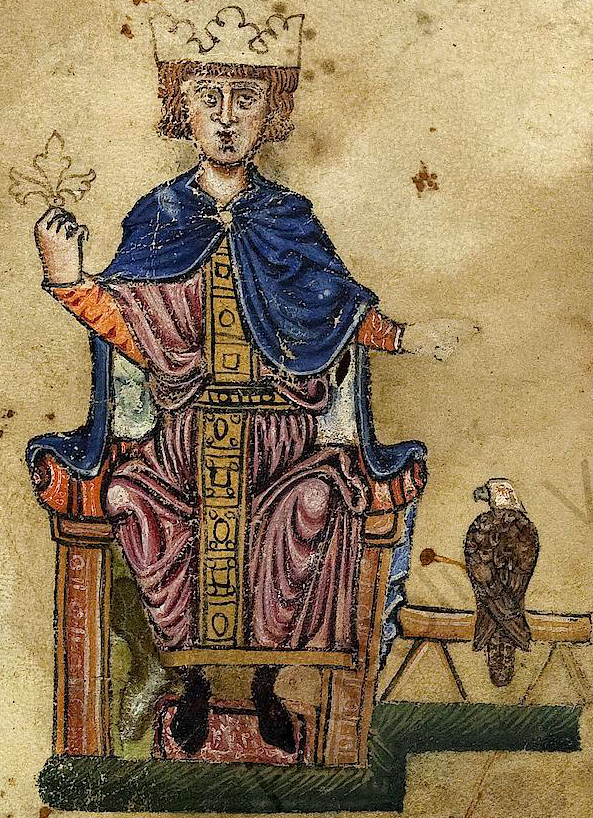
Federico ritratto con il falco

### Periodo svevo (1198-1266)
Federico II favorì nella Basilicata e in altri luoghi le attività dell'agricoltura e dei commerci dimorando nel Castello di Lagopesole, dove trascorse parte dell'ultimo anno della sua vita (1250).
In questi anni si parla di Avigliano nel ruolo che ebbe in occasione della riparazione della casa imperiale di Montemarcone.

### Periodo angioino (1266-1432)

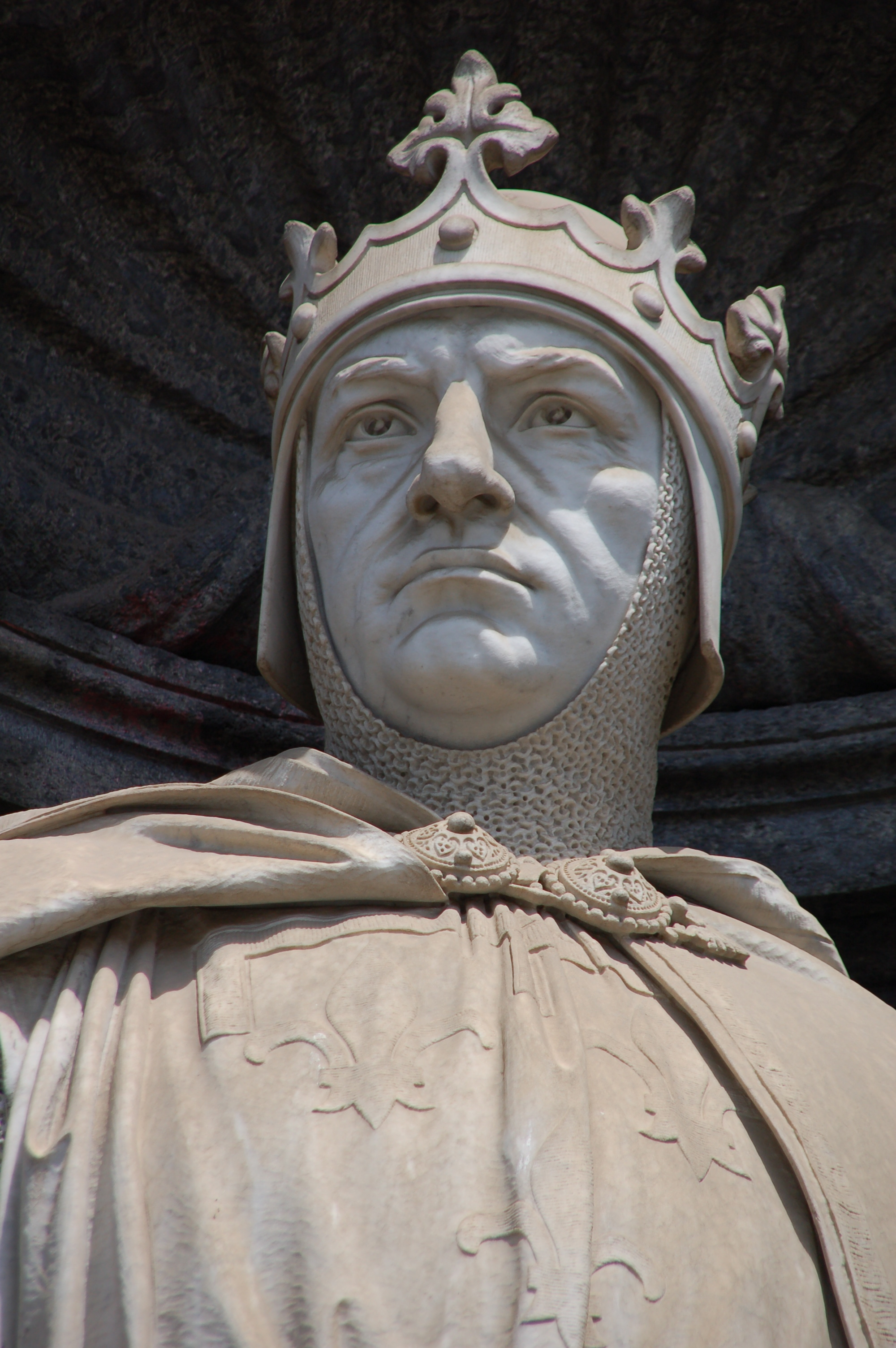
Particolare della statua di Carlo I d'Angiò sulla facciata del Palazzo Reale di Napoli.

Nell'anno 1266, sul trono del Regno di Napoli salì Carlo I d'Angiò che parlò di Avigliano in occasione di 165 fuggiaschi della città di Potenza, infatti parte di essi si erano rifugiati ad Avigliano..
La città, nell'anno 1277, pagò 4 once, 4 tarì e 4 grani di tasse considerando che l'intera Basilicata doveva pagare 4.283 once d'oro, 5 tarì e 16 grani si comprende la grandezza della stessa., poiché ogni oncia di tassa rappresentava 4 fuochi, Avigliano era composto da 16 fuochi.
Negli anni 1278-1279 si parla di Avigliano non più come Casale ma come Terra, in quegli anni si menzionava il barone Ambaldo. Nel 1290 venne fondato il convento domenicano di Avigliano, il primo della Basilicata.. Il convento di Avigliano era situato nei locali dove ora c'è il municipio, fu fatto costruire da Monsignor Claverio, vescovo della Diocesi di Potenza, ed inizialmente era adibito a Ospedale.
Da un documento del 1304 si comprende che la città era divisa in Universitas,. L'importanza che la Università di Avigliano comincia ad assumere in questo periodo la si può desumere dalle tasse che pagava alla Diocesi di Potenza in seguito vennero a crearsi i rioni Serritello e Poggio e fu costruita la Torre di Taccone.
Avigliano, sotto Roberto d'Angiò, divenne bene demaniale e quindi fu sottoposta alle dirette dipendenze della corona e lo fu sino al 1432 anno in cui venne donata a Sergianni Caracciolo.

## Età moderna

### La dominazione dei Caracciolo (1432-1610)

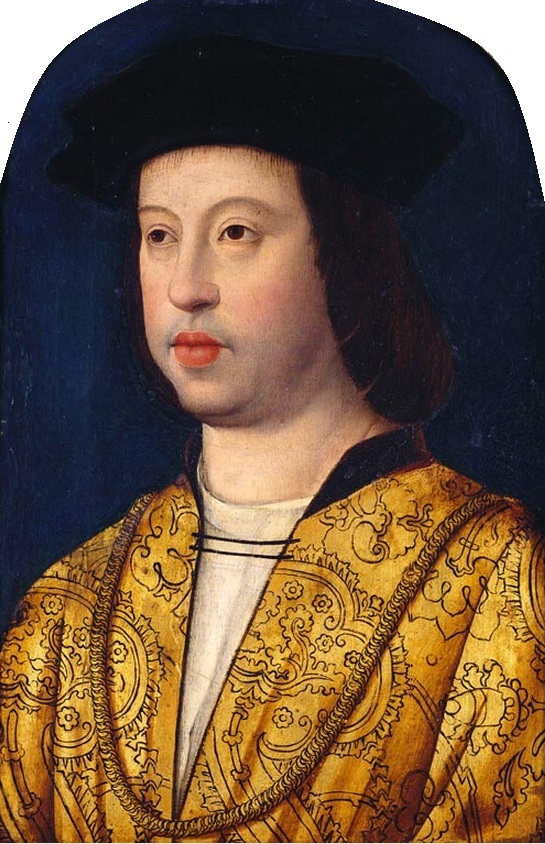
Ferdinando il Cattolico

Troiano II riacquistò Avigliano e altre terre ma nel 1503 per paura dell'avanzata spagnola fuggì in Francia. Grazie alla pace stretta nel 1505 tra francesi e spagnoli e in quell'occasione lo Stato di Melfi ed Avigliano ritornarono a Giovanni III dei Caracciolo. Girolamo Caracciolo fu barone di Avigliano e nel 1528 lottò contro la Spagna perdendo guerra e feudo che andò prima al principe d'Orange, che a sua volta cedette la Terra in concessione a Luigi Gallarano e Diodato de Bellotto.
In seguito, nel 1532, venne concessa a Giovanni Zunica e a sua moglie Stefanicca Requesens che ne vendettero metà a Scipione Caracciolo e alla famiglia Marchionale dei Telesca di Avigliano.
Avigliano cercava grazie, privilegi e concessioni riconosciute in parte a partire dal 1579, il 22 febbraio ci fu la prima convenzione fra il barone e l'Università, rappresentata dal sindaco; si parlava di 6.600 ducati che l'università doveva versare entro sei mesi.
(Frase del primo Statuto Comunale di Avigliano risalente al 1579)
Alla prima convenzione ne seguì una seconda il 18 febbraio 1590, e una terza il 1º novembre 1595, in tale sede si ricordò del debito ancora non versato completamente dell'università a cui si aggiunsero 1.000 ducati a titolo di interesse.
Verso la fine del Cinquecento il censimento di Avigliano rilevava che la popolazione era triplicata in un secolo; nel 1595 era tassata per 439 fuochi al cui confronto si cita Bella (275 fuochi) e Ruoti (102 fuochi)..
Nel 1610 il barone Giuseppe Antonio decise di vendere il territorio prima alla famiglia dei duchi Sabia Ventimiglia siciliani ma aviglianesi di adozione e poi a Ferrante Rovito per la somma di 63.000 ducati, comprata per 48.000 ducati nel 1612 dal principe di Melfi Andrea Doria. In tale data iniziò il possesso del feudo di Avigliano da parte dei Doria.

### I Doria duchi di Avigliano (1612-1704)

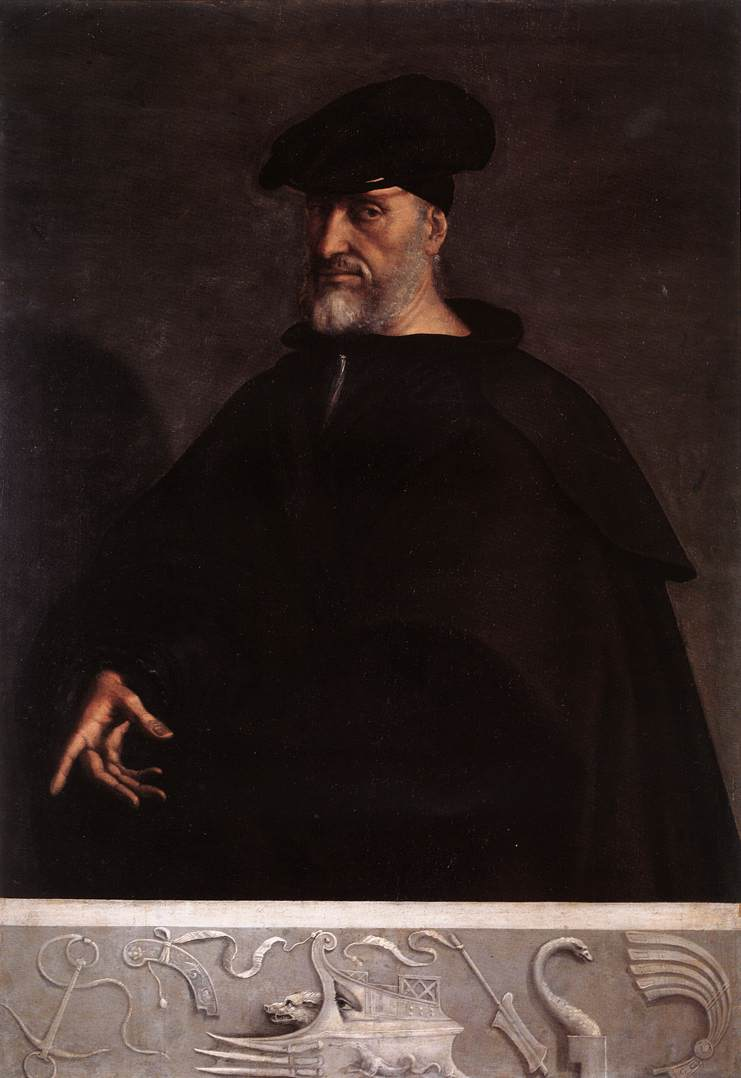
Andrea Doria

Dal 1612 iniziò il dominio dei Doria, a quei tempi iniziò la costruzione del Convento dei Padri francescani riformati e di due nuove cappelle fuori le mura del paese: la Cappella di San Biagio e la Chiesa di San Vito.
Dalla relazione di Pier Battista Ardoini del 1674, inviata a Genova ai Doria, si ha un quadro completo del feudo di Avigliano con tutte le notizie geografiche, sociali ed economiche riguardanti il paese. Nella relazione geografica di Avigliano viene messo in risalto il fatto che:
Intanto i fuochi da versare diventarono 601 nel 1669, contro i 132 di Ruoti e 274 di Bella Proprio contando sui fuochi versati l'Ardoini stimava che nel 1674 si contavano circa 7.000 abitanti..

#### Il miracolo della Vergine del Carmelo

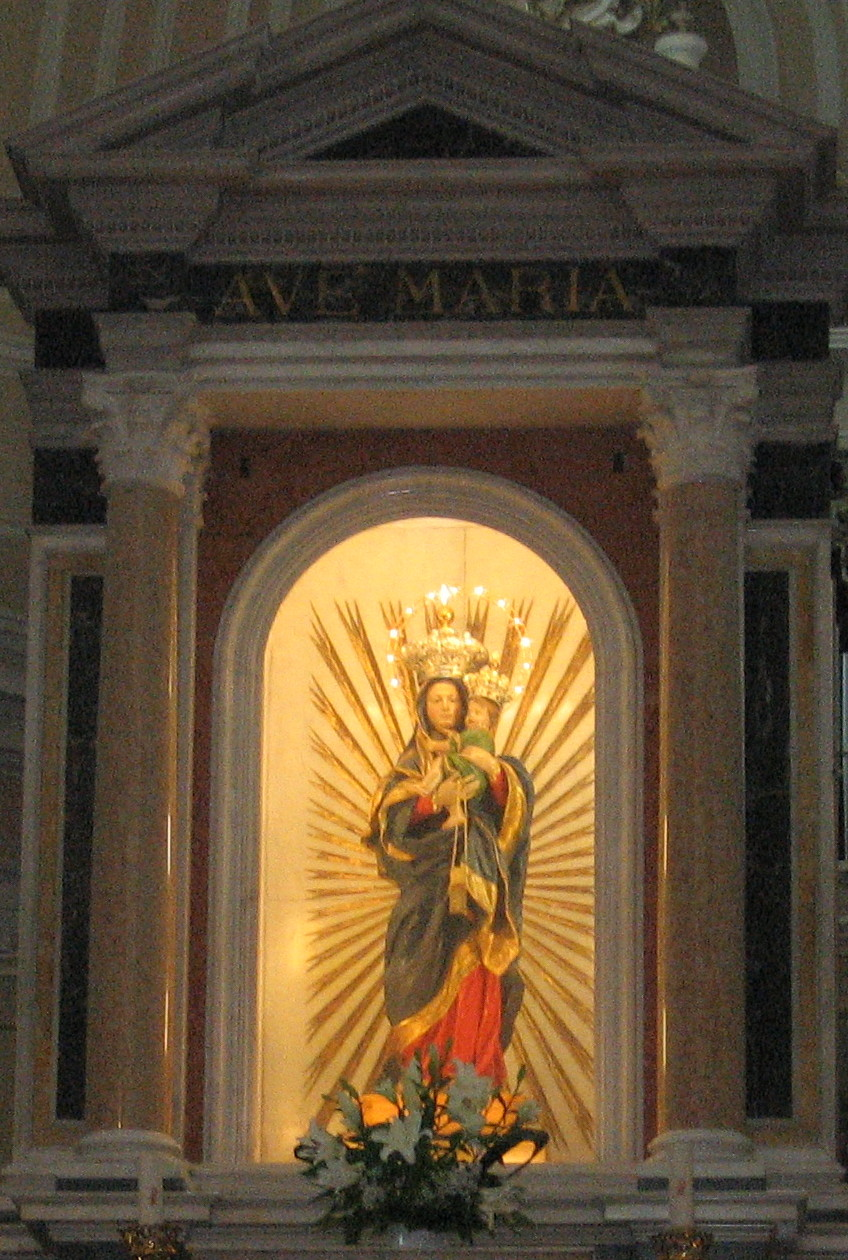
La Madonna del Carmine di Avigliano

Il 1694 fu un anno caratterizzato da carestia e l'8 settembre da un violento terremoto, che ad Avigliano provocò danni a 20 case (rase al suolo) al palazzo Baronale e alla Chiesa Madre, senza mietere vittime. L'evento fu considerato come miracolo della Beata Vergine Maria del Monte Carmelo.
Il 26 settembre venne eletta come patrona e protettrice di Avigliano; da allora fu istituita la Confraternita della Madonna del Carmine..

### I Borbone (1734-1799)

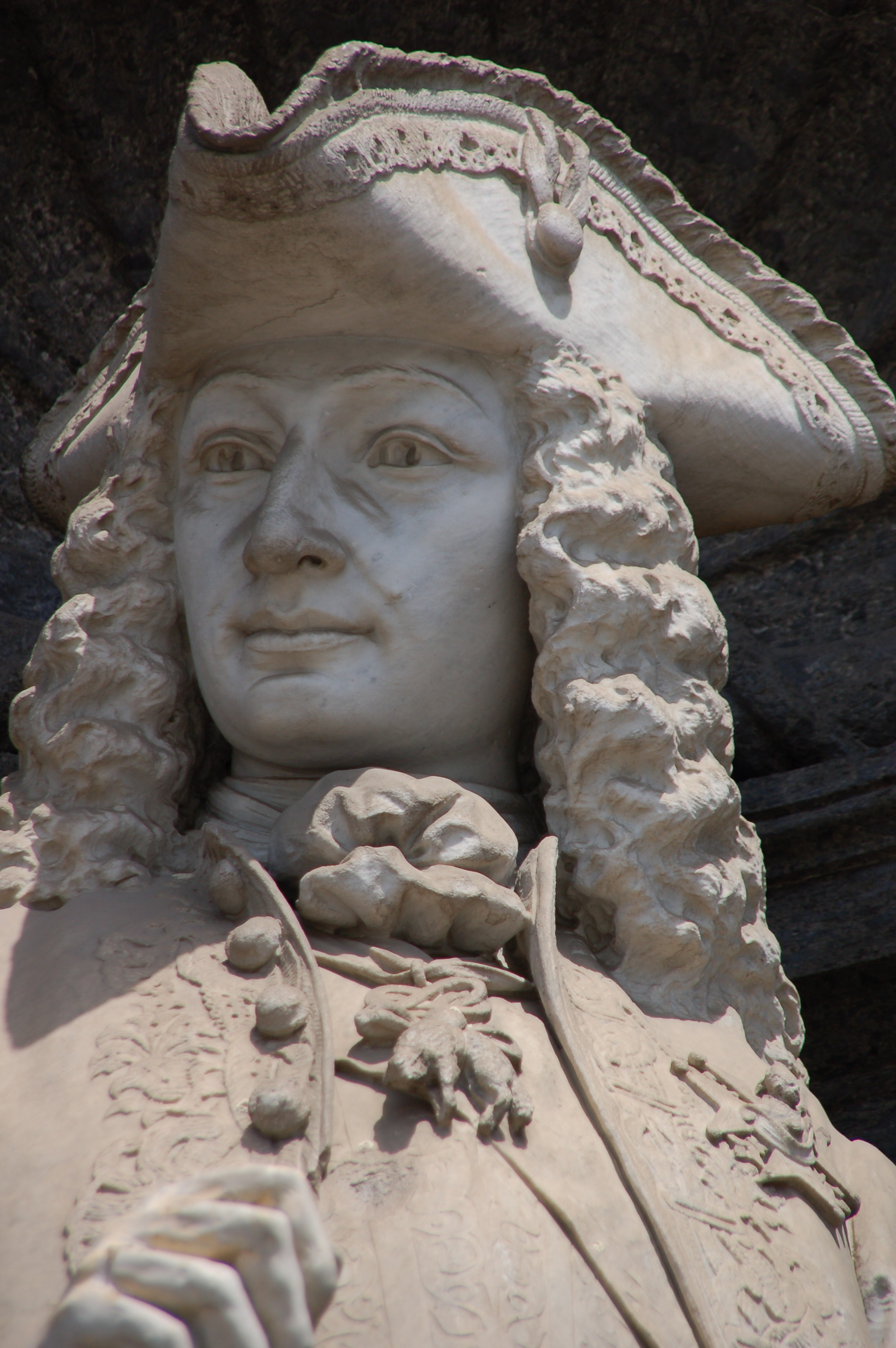
Particolare della statua di Carlo di Borbone sulla facciata del Palazzo Reale di Napoli.

Nel 1704 fu completata la costruzione del monastero e venne inaugurato nel mese di giugno del 1705. Avigliano pochi anni dopo divenne il più importante centro artigianale della regione, come si deduce da uno scritto del 1797 ad opera di Giustiniani:
Avigliano divenne infine una città a tutti gli effetti.

#### La Repubblica Napoletana del 1799
Nel 1799 saputo che le truppe francesi si stavano avvicinando minacciose a Napoli, per iniziare una ribellione dal 19 gennaio, in quell'occasione il popolo scese in piazza mostrando il tricolore.

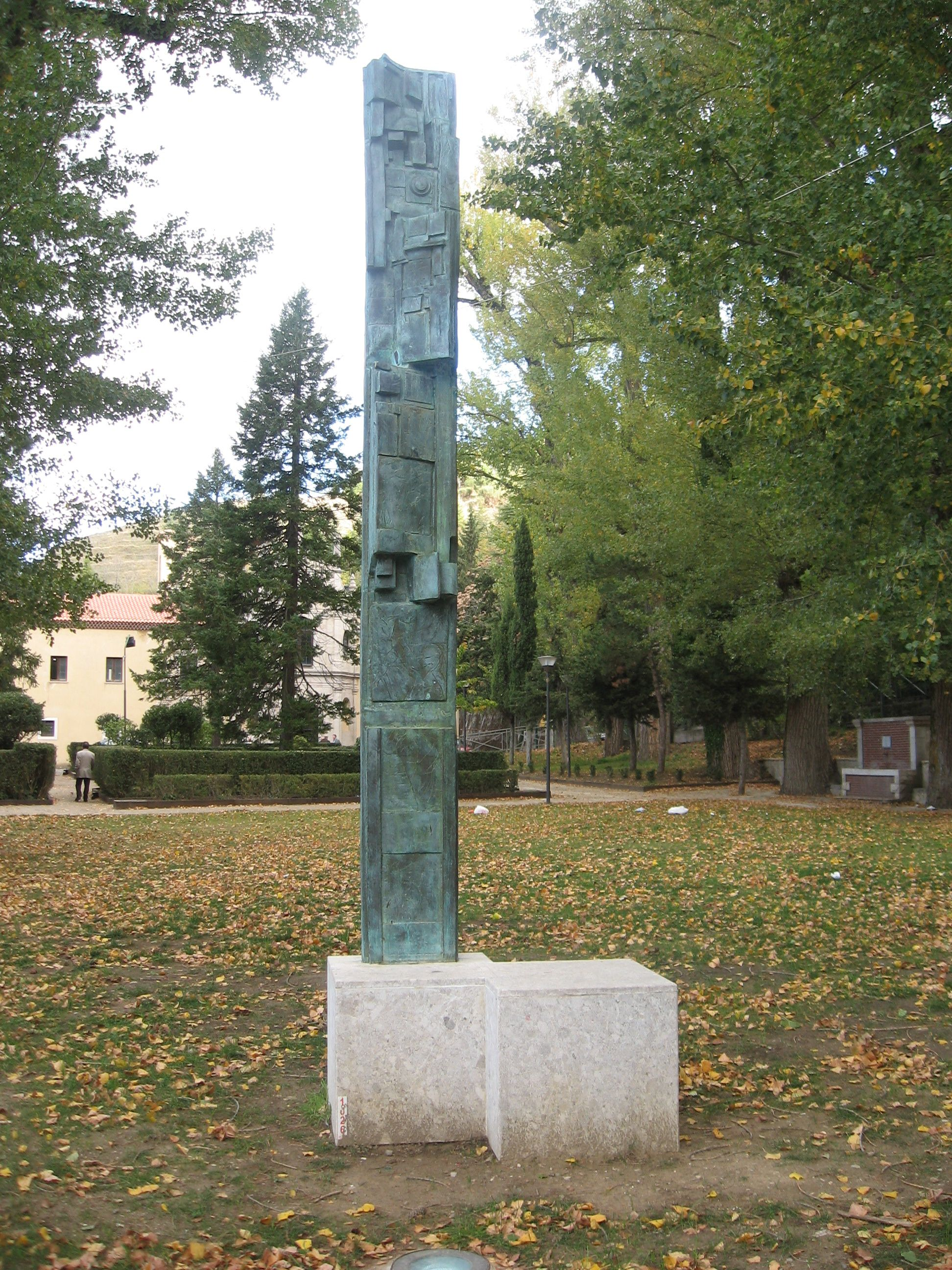
Monumento eretto nel 1999 per il bicentenario della Rivoluzione partenopea

Venne istituita il 5 febbraio la Municipalità democratica e popolare ad Avigliano, pochi giorni prima alcuni giovani aviglianesi, come Francesco Paolo Palomba, furono uccisi dai soldati borbonici, per aver mostrato il tricolore al Castel Sant'Elmo. Diverse città allora innalzarono l'albero della libertà, in quel periodo i cittadini combatterono nelle città di Pietragalla, Cancellara, Vaglio, Tolve e San Chirico Nuovo, difendendo la repubblica.
Nel mese di aprile, gli aviglianesi intervennero a Tito e ci furono una settantina di morti e il mese successivo si unirono agli altri in difesa di Altamura, comandata dal sacerdote aviglianese Nicola Palomba, e di Picerno ma vennero sopraffatti dai sanfedisti guidati dal cardinale Ruffo, la stessa sorte toccò a Picerno, e alla fine, dopo 5 mesi in cui visse la Repubblica partenopea venne sconfitta. Per i tanti morti venne edificata in memoria una lapide il 14 settembre del 1887.

### Il decennio napoleonico (1806-1815) e Gioacchino Murat

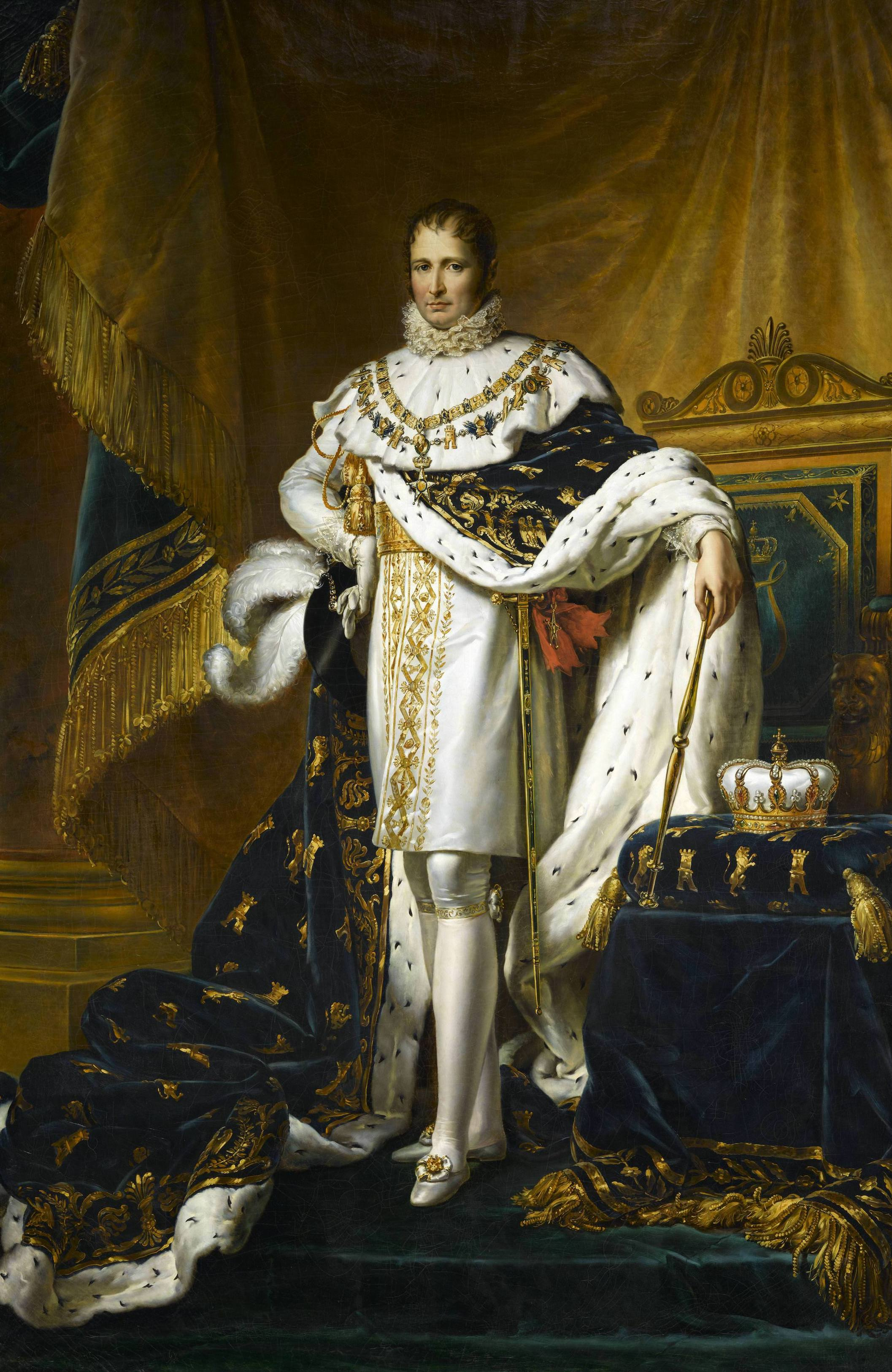
Giuseppe Bonaparte sul trono di Spagna.

Nel 1807 Avigliano giovò di numerosi territori annessi fra cui l'antico feudo di Lagopesole. Il decennio napoleonico grazie a varie leggi emanate portò sollievo alla città di Avigliano, i diritti feudali vennero aboliti, l'agricoltura venne valorizzata e ci furono molti lavori pubblici. Ma nella pratica si dovette attendere fino al 1953, con le leggi di riforma agraria e del D.L.C.P.S. 5 marzo 1948, n. 21, relativo alla Cassa per la formazione della piccola proprietà coltivatrice, anno in cui i baroni abbandonassero i loro diritti seulle terre.
Giuseppe Bonaparte, decise con decreto del 30 giugno 1807 la formazione dei collegio in ogni provincia ma Potenza non era attrezzata per un simile evento e fu scelta in sua vice Avigliano, grazie ai locali del soppresso Convento domenicano.

## Età contemporanea

### Regno delle Due Sicilie (1816-1860)

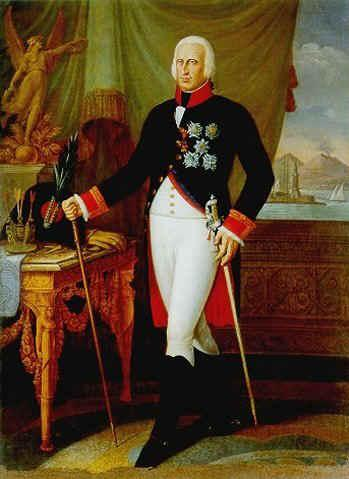
Ferdinando I di Borbone.

Avigliano ebbe il privilegio del collegio fino al 1821..
Una volta terminata la Statistica del Regno di Napoli voluta da Gioacchino Murat nel 1811 si comprese che la situazione nelle terre vicine ad Avigliano erano critiche:
Giulio Corbo descrivendo la città scrisse:
Inoltre vi erano problemi con la rete idrica nell'intera provincia.

### I moti del 1820-1821
Durante gli anni che vanno dal 1820 al 1848 anche Avigliano lottò per la liberazione dal governo borbonico.
In quel tempo si distinsero gli aviglianesi Diodato Sponsa (colonnello) e il Maggiore Nicola Corbo, diventando in seguito deputati al Parlamento di Napoli.
L'Austria mise in campo un esercito di 50.000 uomini, guidato dal generale Johann Maria Philipp Frimont, al quale Napoli e Basilicata si opposero, da Avigliano il 18 febbraio 1821 sotto il comando del maggiore Nicola Corbo partirono 700 uomini mentre i napoletani contavano sul generale Guglielmo Pepe.
Ci furono combattimenti a Rieti e Antrodoco ma persero entrambe le volte e lo stesso Carlo Corbo venne arrestato e condannato all'ergastolo, ma poi fu graziato anche se morì poco tempo dopo. Stessa sorte toccò al colonnello Sponsa, che trovò la morte a Tunisi, dove era stato esiliato.

#### Regno di Ferdinando II di Borbone
Nel 1846 Avigliano contava 14.000 abitanti e grazie a Luigi Filippi, era diventato il più noto «centro promotore di cultura e di azione sociale» della stessa regione.
Nell'anno 1851 venne istituito l'Ospizio per il ricovero, l'istruzione e l'educazione degli orfani poveri e i trovatelli della Provincia. Intanto la devozione per la Vergine del Carmine coinvolse anche le popolazioni vicine. Durante la lotta che portò l'unità di Italia Avigliano aiutò con 700 uomini i soldati di Garibaldi che provenivano dal Sud.

### Regno d'Italia (1860-1946)

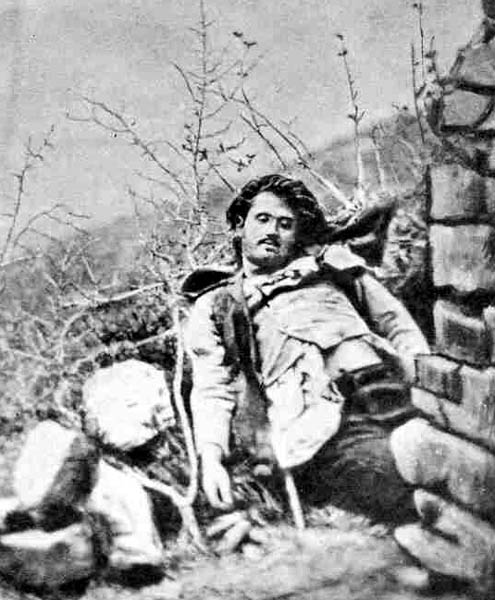
Ninco Nanco

Le cause che portarono al brigantaggio furono diverse, fra cui i debiti del Piemonte estesi a tutta la penisola e la questione del demanio che vide nell'aumento della povertà focolai pericolosi. Le zone intorno al monte Carmine, la Valle di Vitalba e il monte Vulture furono il regno dei briganti. I capi indiscussi furono Carmine Crocco e Ninco Nanco Vittime i paesi vicini come Ripacandida, Ginestra, Venosa, Lavello e Melfi.
Queste incursioni terminarono nel 1864 quando il 13 maggio fu catturato presso Frusci e ucciso Ninco Nanco, successivamente nel 24 agosto fu arrestato Crocco, ed infine il 26 novembre fu trucidato presso Melfi Giuseppe Schiavone.
Si ricorda quello che l'antropologo Quirino Bianchi scrisse:
I cittadini parteciparono alla terza guerra di indipendenza del 1866 e alla liberazione di Roma. Le condizioni economiche non migliorarono e molti vennero spinti all'emigrazione, soprattutto verso gli Stati Uniti d'America.

#### Prima guerra mondiale

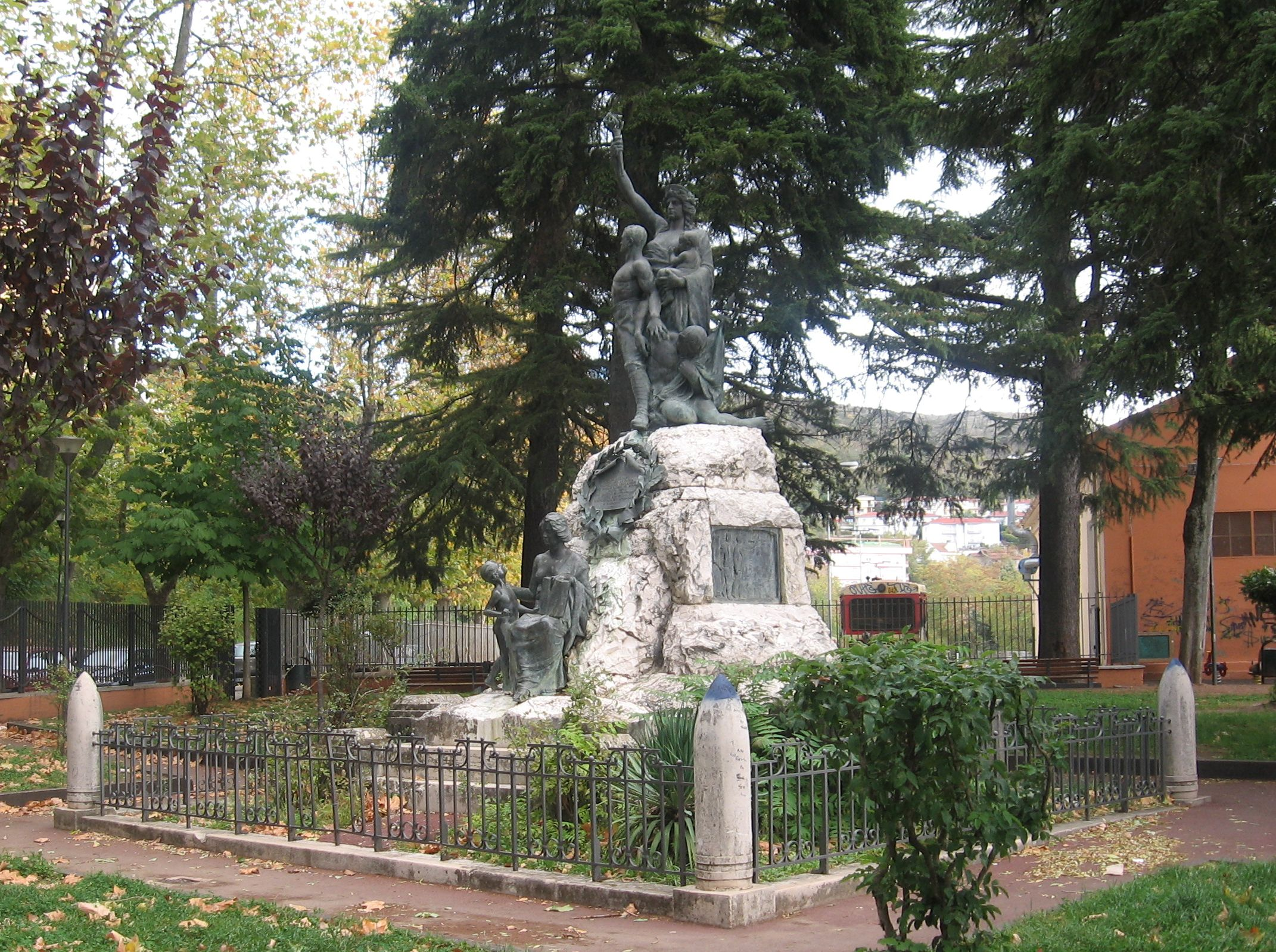
Monumento ai caduti

Si contano circa 4.060 combattenti aviglianesi coinvolti nella prima guerra mondiale, di essi come cita il giornale italo-americano Il Nuovo Vessillo si parla di 348 vittime, per cui grazie all'Associazione Combattenti di Avigliano decise di creare un monumento in memoria, inaugurato il 25 maggio 1930..
La madrina del Monumento fu la signora Pina Pellas-Gianturco, sorella del caduto Leopoldo Pellas, medaglia d'oro al valor militare.

#### Il Regime fascista e la Seconda guerra mondiale
Nel periodo del Fascismo la città di Potenza attirò molte persone delle città vicine, la stessa Avigliano passò dai 20.035 abitanti del 1921 ai 14.297 del 1931..

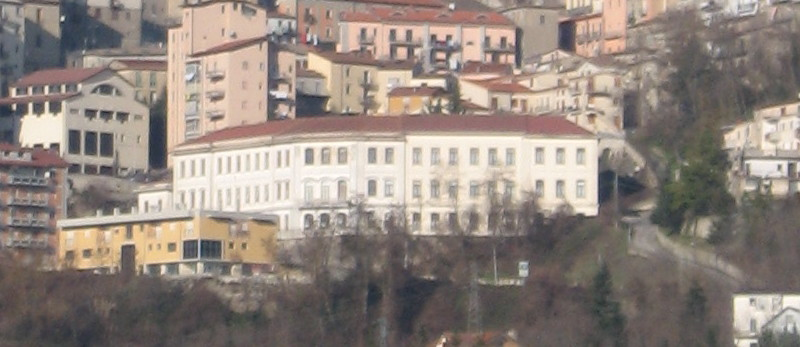
Edificio scolastico Silvio Spaventa Filippi (1935)

Negli anni 1930 la città vide grandi opere pubbliche come la stazione di Avigliano e il prosciugamento del lago di Lagopesole.
Nel conflitto mondiale morirono 177 aviglianesi tra i quali il tenente colonnello del 120º Artiglieria Motorizzato Pietro Laguardia, decorato di medaglia di bronzo al valor militare, caduto sul fronte russo il 30 luglio 1942.

### Repubblica Italiana (1946-oggi)
Il 27 dicembre 1991 il Presidente della Repubblica Italiana, Francesco Cossiga fece omaggio ad Avigliano del titolo di città..
Si ricorda che in occasione della celebrazione dei 3 secoli di culto della Beata Vergine Maria del Monte Carmelo. nel 1996 presenziarono il cardinale Kazimierz Świątek, metropolita di Minsk-Mahilëŭ e l'inviato del papa Giovanni Paolo II il cardinale Angelo Sodano..
Nel 1997 per il Giubileo del 2000 nell'itinerario L'Appia Antica venne incluso il Santuario del Carmine di Avigliano..

### Fonti primarie
- Tavole Alimentarie dei Bebiani.
- Tavole Alimentarie di Velleia.
- Vincenzo Cuoco, Saggio storico sulla rivoluzione napoletana del 1799.
- Pier Battista Ardoini, Descrizione dello Stato di Melfi.
- Rodrigo Maria Gaudioso, Descrizione sulle Università della Provincia di Basilicata .
- Lorenzo Giustiniani, Dizionario ragionato del Regno di Napoli.
- Giulio Corbo, Relazione sulla provincia di Basilicata.
- Raffaele Rivello, Cronaca potentina dal 1799 al 1882.

### Fonti secondarie
- Analecta, Bullarium Ordinis Predicatorum, 1894.
- Decio Albini, I deputati al Parlamento Napoletano del 1820 - 21, Potenza, 1913.
- Quirino Bianchi, Il brigante Ninco Nanco, Napoli, 1903.
- Rocco Brienza, Il martirologio della Lucania, Potenza, 1882.
- Antonio Capano, Introduzione al notaio Francesco Grippo di Avigliano, 1983.
- Antonio Capano, Il monastero di Santa Maria degli Angeli - Il culto, l'arte e la memoria, Lavello, Imago, 1988.
- Gennaro Claps, La società di Mutuo Soccorso fra gli Operai di Avigliano, Avigliano, Pisani Edizioni, 2004, ISBN 88-901106-0-0.
- Vito Claps, Cronistoria dei terremoti in Basilicata, Galatina, Congedo Edizioni, 1982.
- Vincenzo Claps, Avigliano, Salerno, Edizioni Jovane, 1966.
- Andrea Corbo, Memorie patrie e ricordi di famiglia, Roma, 1895.
- Giovanni Flechia, Nomi locali del Napoletano derivati da gentilizi italici, Torino, Stamperia reale di G. Paravia, 1874.
- Giustino Fortunato, Avigliano ne' secoli XII e XIII, 1905.
- Giustino Fortunato, I feudi e i casali della Valle di Vitalba, Trani, 1899.
- Emilio Gallicchio, La mia terra del sud, Potenza, La nuova libreria, 1969.
- Vincenzo Granata, Memorie di un insegnante privato, Trani, 1900.
- Gaetano Lanzara, Descrizione dei fatti sortiti nella terra di Avigliano, provincia di Basilicata, in materia di Stato: 1799, 2000.
- Donato Imbrenda, Villianae - Un'ipotesi su Avigliano, Avigliano, 1989.
- Istituto Geografico De Agostini, Città e Paesi d'Italia. Enciclopedia illustrata di tutti i Comuni italiani, Novara, 1968.
- Francesco Manfredi, Avigliano - Carta turistica della città e del territorio, Avigliano, 2002.
- Michele Ostuni, Avigliano - Fra Memoria e Storia, Lavello, 1993.
- Michele Ostuni, Fede, Religiosità popolare e preghiere in Avigliano, Avigliano, 1998.
- Michele Ostuni, Il 1799 ad Avigliano - Cronaca, protagonisti, eroi e martiri, Avigliano, 1999.
- Tommaso Pedio, La statistica murattiana del Regno di Napoli. Condizioni economiche, artigianato e manifatture in Basilicata all'inizio del sec. XIX, Potenza, 1964.
- Tommaso Pedio, La Relazione Gaudioso sella Basilicata (1736), Bari, 1965.
- Giacomo Racioppi, Storia dei popoli della Lucania e della Basilicata, 1902.
- Giuseppe Rendina, Istoria della città di Potenza, 1758.
- Gerardo Salinardi, La farmacia di Avigliano nel 1741, Lavello, 1983.
- Gerardo Salinardi, L'antica terra di Ruoti, Foggia, Circolo culturale ruotese, 1973.
- Angelo Telesca, Documento inedito sopra i fatti politici di Avigliano durante la Repubblica Pertenopea del 1799, Potenza, 1892.